# Crobylanthe
Crobylanthe é um género botânico pertencente à família Rubiaceae.

## Espécies
- Crobylanthe pellacalyx	(Ridley) Bremek.

1. ↑  «Crobylanthe — World Flora Online». www.worldfloraonline.org. Consultado em 19 de agosto de 2020